# Nördstrandshålet
Nördstrandshålet är en sjö i Robertsfors kommun i Västerbotten och ingår i Dalkarlsån-Sävaråns kustområde. Sjön har en area på 0,0548 kvadratkilometer och ligger 11 meter över havet. Sjön avvattnas av vattendraget Norsbäcken.

## Delavrinningsområde
Nördstrandshålet ingår i det delavrinningsområde (711000-174361) som SMHI kallar för Mynnar i Ratuån. Medelhöjden är 27 meter över havet och ytan är 13,6 kvadratkilometer. Det finns inga avrinningsområden uppströms utan avrinningsområdet är högsta punkten. Norsbäcken som avvattnar avrinningsområdet har biflödesordning 2, vilket innebär att vattnet flödar genom totalt 2 vattendrag innan det når havet efter 3,6 kilometer. Avrinningsområdet består mestadels av skog (67 procent), öppen mark (12 procent) och jordbruk (11 procent). Avrinningsområdet har 0,23 kvadratkilometer vattenytor vilket ger det en sjöprocent på 1,7 procent.